# BvS10全地形車
BvS10全地形車（瑞典語：Bandvagn Skyddad 10，意為10號裝甲履帶式車輛），也稱為Bandvagn 410或Bv410，是英國貝宜系統於瑞典的子公司黑格倫德陸地系統公司生產的聯結式兩棲全地形履帶裝甲車。該車輛是由黑格倫德陸地系統公司和英國國防部代表英國皇家海軍陸戰隊合作開發，並被英國軍隊稱為“維京”全地形裝甲車或ATV(P)（All Terrain Vehicle (protected)）。
BvS10全地形車與黑格倫德早期的產品Bv206全地形車類似，但又有所不同。BvS10的車體更加巨大，採用基於黑格倫德系列全地形車典型的雙車廂設計、鉸接式車架轉向系統，但改用更強大的康明斯6公升柴油引擎、優化的底盤及更高的離地間隙、新型傳動系統和轉向裝置，使車輛的速度大大提高，並且提升其在道路和全地形上的乘車舒適性，以及高達5噸的承載能力。在武裝上，BvS10全地形車也具有加裝各種模組化子系統的能力，例如附加裝甲、武器支架、負荷轉移裝置及貨運平台。

## 發展歷程

### 英國皇家海軍陸戰隊
BvS10全地形車最初為英國國防部為英國皇家海軍陸戰隊設計的車輛，被命名為“維京”。2001年至2004年期間，以傑茲·赫爾默（Jez Hermer）少校領導的團隊對該車輛進行了廣泛的試驗和開發，之後皇家海軍陸戰隊便採購了108輛車輛投入使用，並於2005年開始交付。皇家海軍陸戰隊的裝甲支援連於2006年9月首次於實戰中使用此車。

#### 英國衍生型號
英國目前正在使用4種BvS10全地形車的衍生型號：運兵車型（TCV, Troop Carrying Variant），可乘載2名機組人員和10名軍人；指揮車型（CV, Command Variant），可乘載2名機組人員及最多8名乘客，後車廂被改裝為數位通訊平台；車輛救濟車型（RRV, Repair and Recovery Variant），可運載4名機械維修技師；救護車型（AV, Ambulance Variant）。車輛救濟車型的後車廂裝有一台HIAB起重機、一個全機動化的車間、一台空氣壓縮機、一台乘載量9噸的絞盤以及液壓錨。所有四種衍生型號均可以CH-47契努克直升機進行空運，並且具有完全的兩棲機動能力。

#### 英國的部署歷史

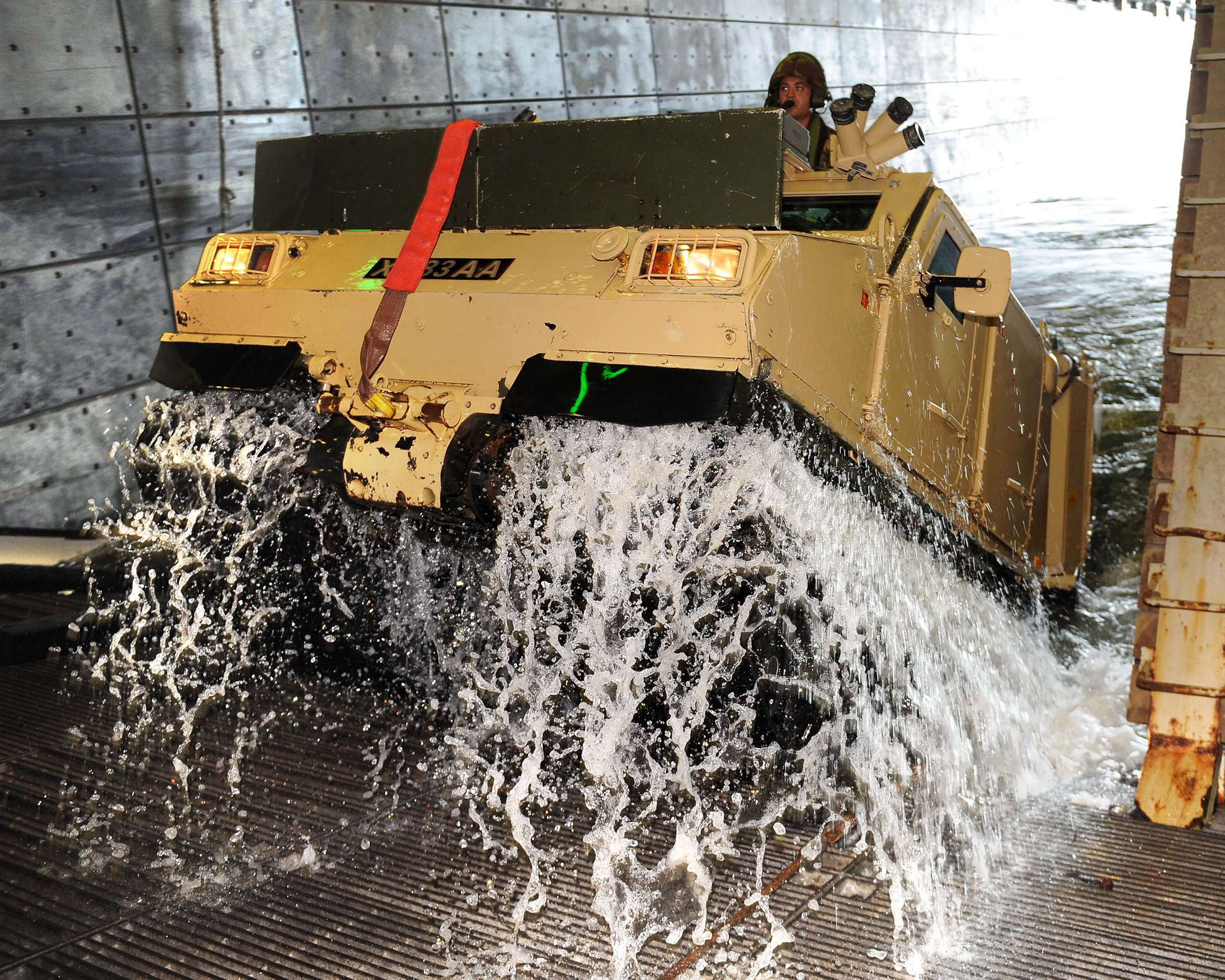
英國維京全地形車正在登上堡壘號船塢登陸艦

2006年夏末，英國皇家海軍陸戰隊與駐紮於阿富汗赫爾曼德省的英國陸軍傘兵團交接任務，有大約33輛配備格柵裝甲的維京全地形車被部署到當地。不久後維京全地形車的裝甲防護又被進一步升級。為了補充在當地執行任務受損的維京全地形車，英國緊急向新加坡科技動力採購了一批野馬全地形車，這批野馬全地形車被英國軍隊命名為“疣豬”（Warthog）。

#### 英國的後續訂單
2007年5月，英國國防部向黑格倫德陸地系統公司訂購了另外21輛BvS10全地形車，其中一些將用作新型泰雷兹集团守望者偵查無人機的運輸車。2008年6月26日，英國國防部宣布斥資1,400萬英鎊額外購買14輛BvS10全地形車，其中包括9輛車輛救濟車型、1輛指揮車型和4輛運兵車型，以用於部署在阿富汗。
2012年10月3日，英國宣布將耗資3700萬英鎊對99輛維京全地形車進行改造，以進一步提高維京全地形車的火力、裝甲和防護能力。2016年4月完成所有車輛的升級。

### 荷蘭皇家海軍陸戰隊

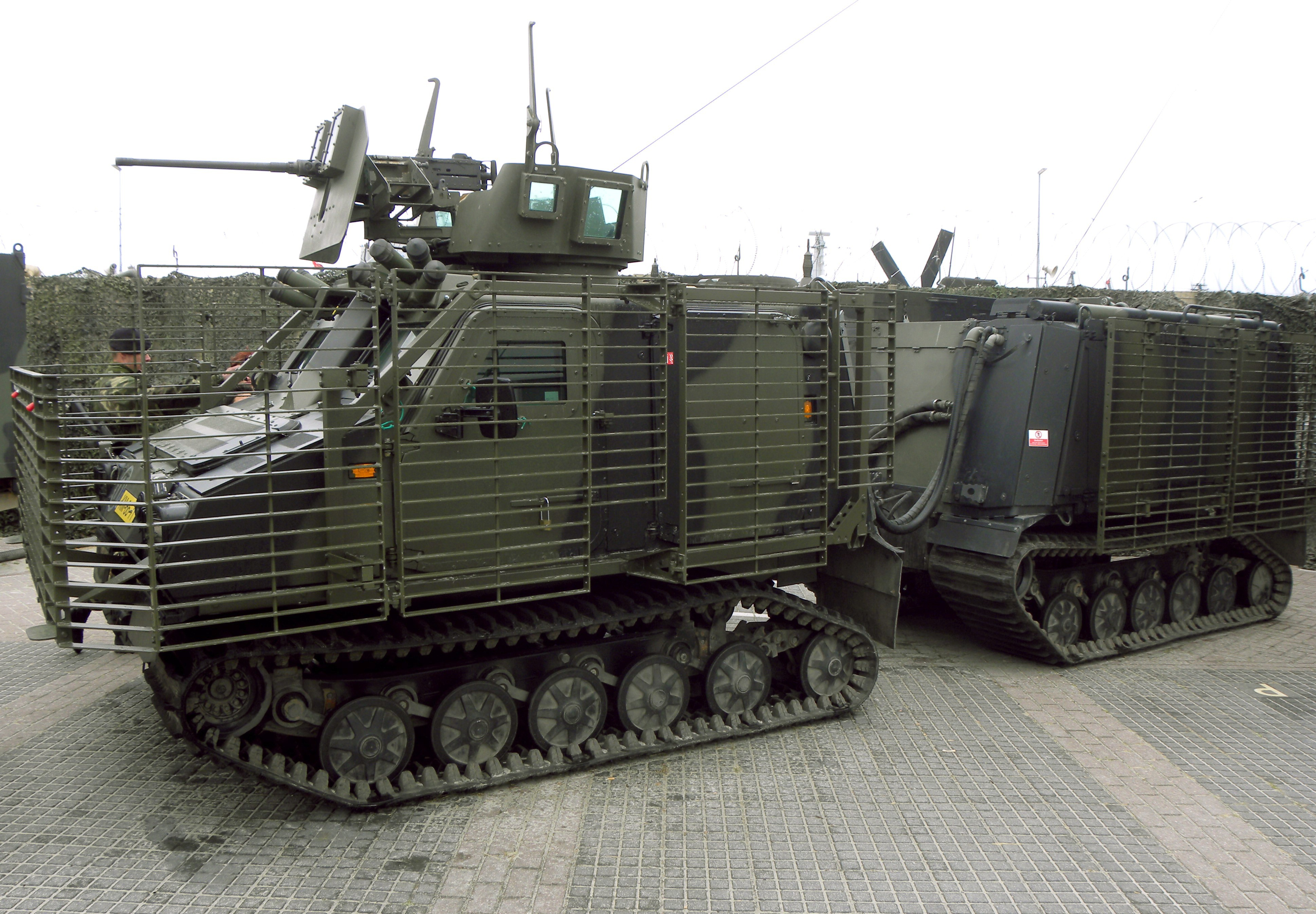
荷蘭皇家海軍陸戰隊的BvS10全地形車，車體上安裝有格柵裝甲

BvS10全地形車也被荷蘭皇家海軍陸戰隊使用，已交付74輛，其中包括46輛運兵車型、20輛指揮車型、4輛車輛救濟車型及4輛救護車型。

#### 荷蘭的部署歷史
2008年3月27日，荷蘭議會決定向查德派遣一支由60人組成的海軍陸戰隊偵察部隊，以支援歐盟部隊在該地區的維和任務。海軍陸戰隊於當地主要負責協助愛爾蘭營的偵查行動。這是BvS10全地形車在荷蘭軍隊服役後的首次作戰部署。
作為荷蘭對國際安全援助部隊貢獻的一部分，荷蘭皇家海軍陸戰隊的一個連於2009年7月起被部署到阿富汗的烏魯茲甘省。參與此次任務的許多BvS10全地形車被安裝上格柵裝甲。

## 衍生車型

### 貝奧武夫
貝奧武夫為BvS10全地形車的非裝甲版本，具有新的車廂設計。它最多可運載14人或8噸貨物，最高時速為每小時65公里，並且像維京全地形車一樣，無需借助任何裝備即可完全兩棲化機動。

## 外銷

### 瑞典

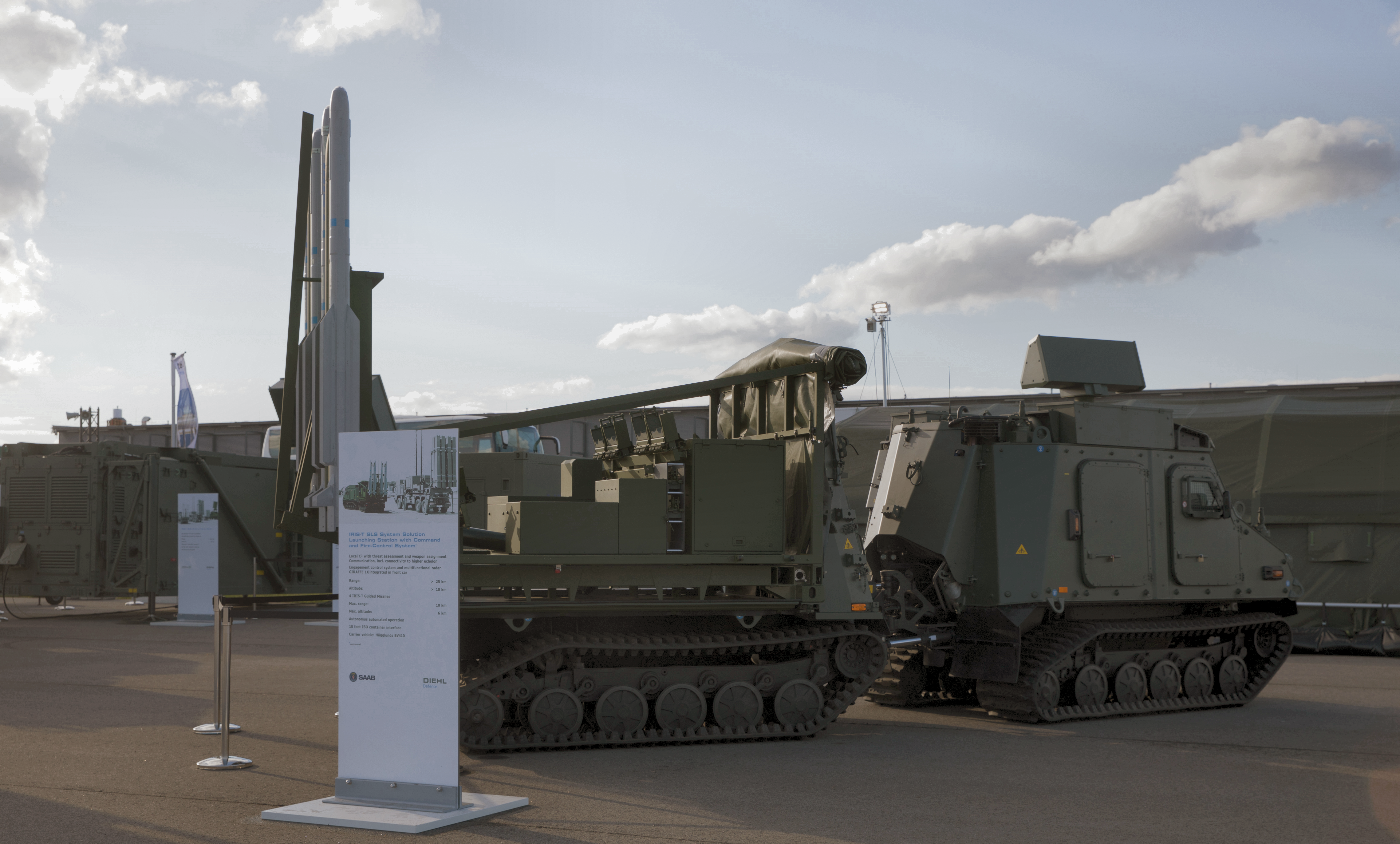
IRIS-T SLS飛彈發射器安裝於Eldenhet 98自行防空車

2012年1月5日，瑞典軍隊宣布決定採購48輛BvS10 Mk.IIB型號全地形車，並命名為“Bv410全地形車”。於2012年秋季開始交付，並預計於2012年春季部署到瑞典駐阿富汗的部隊。這項合約價值約7億瑞典克朗，且包括各項支援和訓練設備。未來還可以選擇分三個不同批次額外訂購127輛Bv410全地形車。
2013年9月25日，瑞典同意以超過1.6億美元的價格額外購買105輛Bv410全地形車，以作為第一份訂單中商定的選項的一部分。2013年12月19日，瑞典正式訂購105輛Bv410車輛，價值1.2億美元。這些車輛包括運兵車型、指揮車型、救護車型和後勤車型等型號，預計將於2014年至2015年交付。
2019年，瑞典開始部署用Bv410全地形車改裝的Eldenhet 98（IRIS-T SLS）飛彈發射車，以取代過時的RBS 70便攜式防空飛彈。2021年5月3日，貝宜系統簽署了一份價值約2億美元的合約，以為瑞典陸軍生產及補充127輛Bv410全地形車。與瑞典軍事採購機構簽署的合約包括指揮車型和後勤車型。這127輛全地形車計劃於2022年開始交付，並於2024年完成，2022年瑞典將再訂購40輛價值5,000萬美元的後續訂單，並根據合作全地形車（CATV, Collaborative All-Terrain Vehicle）計劃再訂購236輛Bv410全地形車。

### 法國

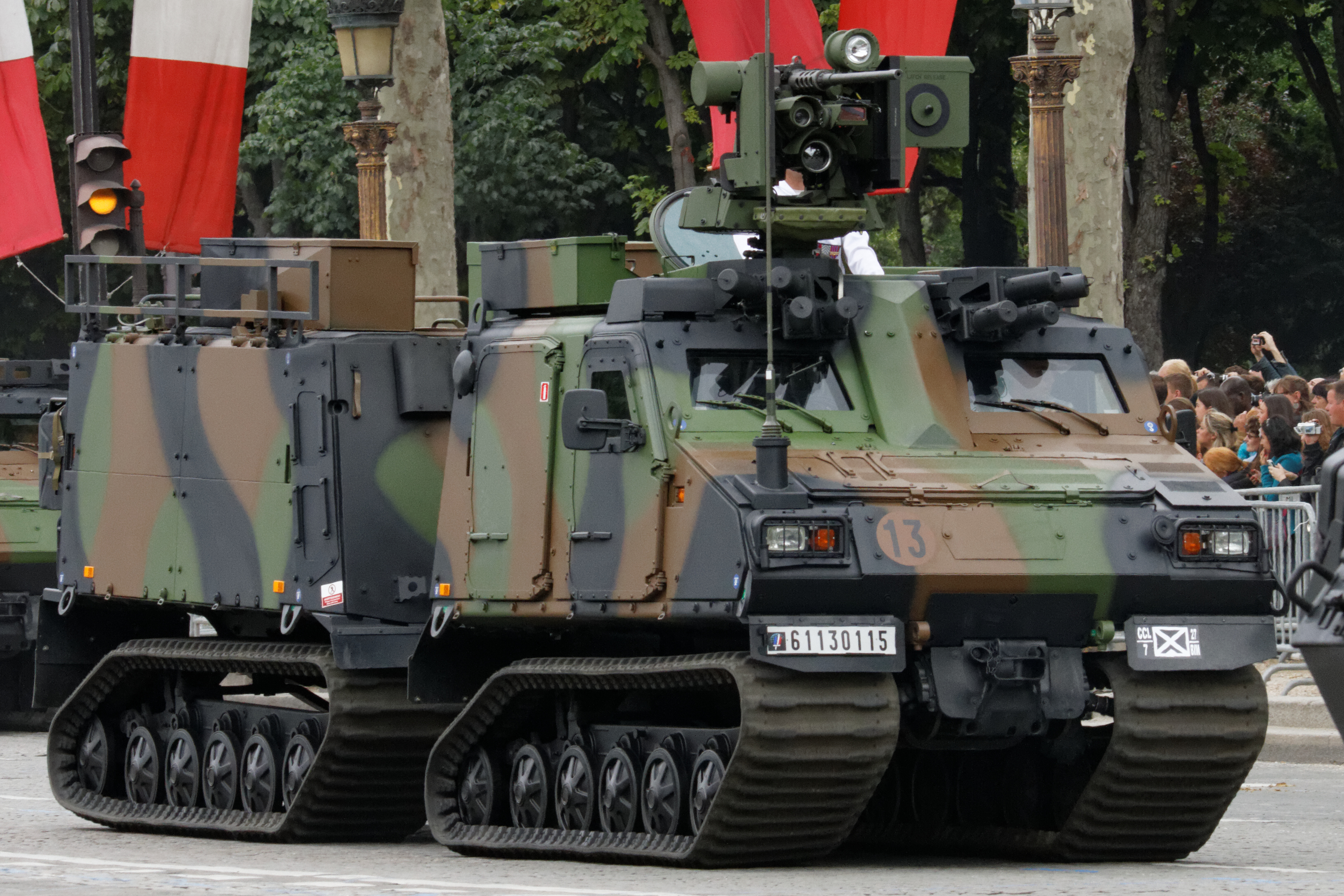
法國阿爾卑斯獵兵營的BvS10全地形車（法國通常稱為VHM）

2009年12月18日，法國軍隊首次訂購了53輛、並於後續訂單中總共訂購了129輛BvS10全地形車。包括車輛救濟車型在內，該合約估計價值2.2億英鎊，並由瑞典的貝宜系統工廠組裝。這是一項具有歷史性的訂單，因為法國在數十年來從未從英國訂購任何軍事裝備。此次訂購打破了法國支持國產產品的傳統，讓由新加坡科技動力及法國泰雷兹集团聯合研製的野馬全地形車於競爭中敗下陣來。

### 奧地利
2016年6月30日，貝宜系統官網宣布奧地利聯邦軍決定採購32輛BvS10全地形車，預計將於2017年至2018年交付。根據奧地利軍事雜誌《Truppendienst》報道，奧地利陸軍將接收第一輛帶有核生化防護設備的BvS10 Mk.IIB型號全地形車，所有車輛均配備WS4 PANTHER遙控武器站。

### 美國
2022年8月22日，貝宜系統和美國國防部宣布簽訂價值2.78億美元的固定價格合約，以採購163輛貝奧武夫型全地形車，預計於2029年交付完成，並用於美國陸軍的寒冷天氣全地形車輛（CATV, Cold Weather All-Terrain Vehicle）項目，合約內容包括備用部件和承包商的後勤支持服務。該項目的引擎、變速箱和液壓系統將使用美國供應商的零件。貝奧武夫全地形車將取代美國陸軍自20世紀80年代以來使用之以Bv206全地形車組成的小型部隊支援車輛（SUSV, Small Unit Support Vehicles）。

### 合作全地形車計劃
2022年11月23日，瑞典宣布將直接授予貝宜系統6億英鎊的框架訂單，以購買首批436台改進型BV410型號，該型號具有更高的防雷能力和負載能力，可用於部隊運輸、後勤和通信。該車將由5個國家進行採購，其中瑞典236輛、德國140輛、英國60輛，並且可以選擇將合約擴展到更多國家或訂單。

## 使用國

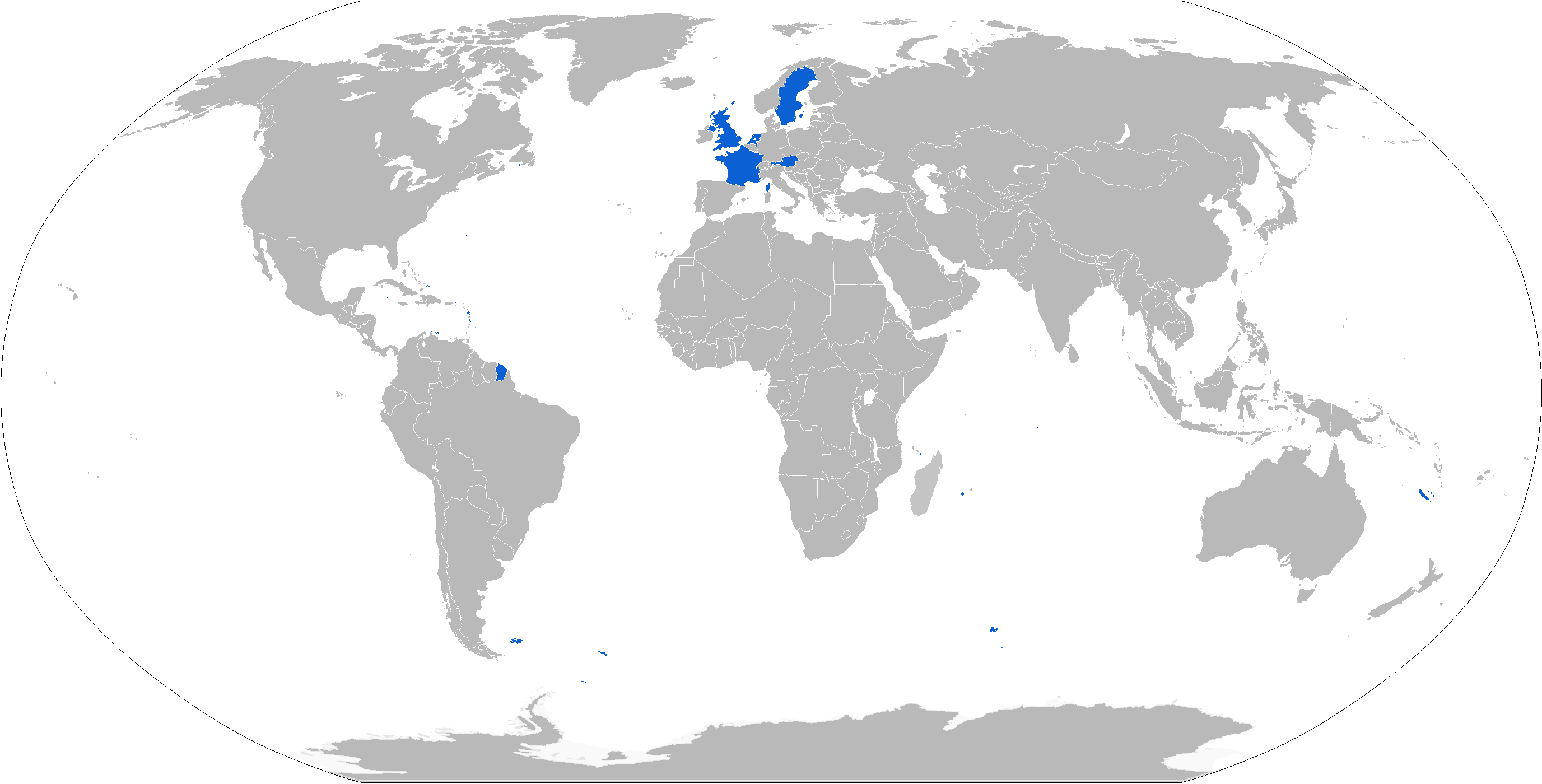
BvS10全地形車的使用國

- 奥地利：2016年7月訂購32輛於奧地利聯邦軍服役，第一批於2019年2月交付。[23][24]
- 法國：53輛BvS10全地形車於法國陸軍服役。[25]
- 荷蘭：73輛BvS10全地形車於荷蘭皇家海軍陸戰隊服役。[26]
- 瑞典：153輛BvS10 Mk.II型全地形車於瑞典陸軍服役。[27]2021年及2022年再採購一批127輛及後續的40輛Bv410全地形車。[17]另外236輛將通過合作全地形車計劃框架採購。
- 英国：99輛BvS10 Mk.II型全地形車於英國皇家海軍陸戰隊服役。[28]2024年後將通過合作全地形車計劃框架再採購60輛。
- 乌克兰：28輛前荷蘭的BvS10全地形車於2023年3月被贈予給了烏克蘭軍隊。[29]2023年12月，20輛前英國的BvS10全地形車被贈予給了烏克蘭軍隊。[30]

### 未來使用國
- 加拿大：加拿大陸軍正在根據國內極地機動強化（Domestic Arctic Mobility Enhancement）計劃進行採購100輛裝甲運兵車的招標，預計於2029至2030年交付。
- 美国：136輛貝奧武夫全地形車預計於2029年交付。
- 德国：140輛寒冷天氣全地形車輛型號預計於2024年交付。[31]2023年3月再採購227輛。[32]

### 引文
1. ↑  .   [2016-05-31]. （原始内容存档于2016-12-20） （土耳其语）.
2. ↑   (新闻稿). Ministry of Defence. 12 September 2007  [23 July 2018]. （原始内容存档于2018-07-23）.
3. ↑  . UK MOD.   [2008-12-24]. （原始内容存档于2008-12-20）. Providing improved protection to British troops in Afghanistan 100 BRONCO vehicles have been bought by the MOD from Singapore Technologies Kinetics to be converted into Warthog armoured vehicles.
4. ↑  , BAE Systems, 2 May 2007, （原始内容存档于2007-09-22）
5. ↑  . asd-network.com (新闻稿).   [20 April 2016]. （原始内容存档于6 October 2008）.
6. ↑  . navynews.co.uk.   [20 April 2016]. （原始内容存档于4 March 2016）.
7. ↑  . BAE Systems. 3 October 2012  [20 April 2016]. （原始内容存档于28 April 2016）.
8. ↑  . Ministry of Defence. 29 April 2016  [22 May 2016]. （原始内容存档于30 April 2016）.
9. ↑  , Radio Netherlands Worldwide, 28 March 2008, （原始内容存档于2008-06-04） （荷兰语）
10. ↑  , de Volkskrant (Amsterdam), 11 August 2009, （原始内容存档于2009-08-15） （荷兰语）
11. ↑  BvS10 brochure （页面存档备份，存于）, page 9.
12. ↑  .   [2024-04-17]. （原始内容存档于2023-12-06）.
13. ↑  . Defence Materiel Administration (Sweden). January 5, 2012. （原始内容存档于2013-09-27）.
14. ↑  Sweden will buy 100 BvS10 amphibious all-terrain vehicle from BAE Systems Hägglunds 的存檔，存档日期2013-09-28. - Armyrecognition.com, 25 September 2013
15. ↑  Sweden orders additional BvS10 all-terrain vehicles 的存檔，存档日期2014-02-01. - Shephardmedia.com, 20 December 2013
16. ↑  . 2019-11-05. （原始内容存档于2019-09-05）.
17. 1 2 3  . BAE Systems. 16 December 2022  [20 March 2024]. （原始内容存档于2023-06-01）.
18. ↑  Robertson, David. . Times Online (London). December 23, 2009  [December 23, 2009]. （原始内容存档于June 12, 2011）.
19. ↑  Austria to Buy 32 BAE Systems BvS10 All-Terrain Vehicles - Baesystems.com, 30 June 2016
20. ↑  BAE Systems wins U.S. Army’s CATV competition, receives $278 million contract （页面存档备份，存于） - Baesystems.com, 22 August 2022
21. ↑  Contracts For Aug. 22, 2022 （页面存档备份，存于） - US Department of Defense, 22 August 2022
22. ↑  .   [2024-04-17]. （原始内容存档于2023-02-13）.
23. ↑  Larrinaga, de, Nicholas. . IHS Jane's 360.   [4 July 2016]. （原始内容存档于5 July 2016）.
24. ↑  . Army Technology. 27 February 2019  [27 February 2019]. （原始内容存档于27 February 2019）.
25. ↑  The International Institute for Strategic Studies 2018，第103頁.
26. ↑  The International Institute for Strategic Studies 2018，第131頁.
27. ↑  The International Institute for Strategic Studies 2018，第153頁.
28. ↑  The International Institute for Strategic Studies 2018，第163頁.
29. ↑  . Oryx.   [1 April 2023]. （原始内容存档于2022-09-27）.
30. ↑  . 11 December 2023  [2024-04-17]. （原始内容存档于2023-12-20）.
31. ↑  . German MoD. 14 Dec 2022  [2024-04-17]. （原始内容存档于2022-12-28）.
32. ↑  .   [2024-04-17]. （原始内容存档于2023-10-09） （德语）.

### 書目
- The International Institute for Strategic Studies. . Routledge. 2018. ISBN 9781857439557 （英语）.

## 外部連結
- 維京全地形車 （页面存档备份，存于）
- 維京全地形車項目細節 （页面存档备份，存于）
- 製造商網站 （页面存档备份，存于）